# Rudka, Volodîmîreț
Rudka (în ucraineană Рудка) este un sat în comuna Bilska Volea din raionul Volodîmîreț, regiunea Rivne, Ucraina.

## Demografie
Componența lingvistică a localității Rudka
     Ucraineană (100%)
Conform recensământului din 2001, toată populația localității Rudka era vorbitoare de ucraineană (100%).